# Walid Sedik Mohamed
Walid Sedik Mohamed (in arabo وليد سيد محمد صديق محمد‎?; Il Cairo, 22 agosto 1993) è un pugile egiziano.

## Palmarès

### Giochi del Mediterraneo
- 1 medaglia:
  - 1 bronzo (Tarragona 2018 nei 69kg)

### Giochi panafricani
- 2 medaglie:
  - 2 bronzi (Brazzaville 2015 e Casablanca 2017 nei pesi welter)